# Fairmount (Georgia)
Fairmount – miasto w Stanach Zjednoczonych, w stanie Georgia, w hrabstwie Gordon.